# 洞窟の女王
洞窟の女王（どうくつのじょおう、原題：She: A History of Adventure）とはヘンリー・ライダー・ハガードによる小説。1886年10月から1887年1月までグラフィックノベルに連載された後、1887年に単行本として出版された。
著者のもう一つの代表作である『ソロモン王の洞窟』とともに後世の冒険小説やファンタジー小説などの作品に大きな影響を与えたと言われる。続編として『女王の復活』（Ayesha The Return of She, 1905）、She and Allan（1921,未訳）、Wisdom's Daughter（ 1923,未訳）の三作がある。

## あらすじ
ケンブリッジの大学の若き教授、ホーレス・ホリーは危篤の同僚のヴィンシィ教授から幼い息子レオを引き取ってくれるよう頼まれる。
彼はホリーに鍵のかかった鉄の箱を渡し、それにはレオが25歳の誕生日を迎えるまで開けてはいけないという指示が書かれていた。
ホリーがその少年を自分の子として育てて20年後、レオの25歳の誕生日に指示どおりに箱を開けると、レオの父による一通の手紙と羊皮に描かれた古ぼけた地図、古いギリシア語が刻まれた古代の壺の欠片、そして宝石の指輪が入っていた。
壷の破片はレオの一族に代々伝わるものであり、刻まれた文字を読むと2千年以上前のとあるギリシャ人とアフリカの女王との悲恋の物語が書かれており、不死の秘術を持つ女王は共に不死者になるよう誘うがギリシャ人は恋人のエジプトの王女に貞操を誓っていたためそれを拒み殺されたという。
手紙のほうにはレオの父が耳にした、アフリカの奥地にアラビア語を話す部族の国があり、そこには白人の美しい女王がいるらしいという噂が書かれており、レオの父は一族に代々伝わる陶片に刻まれた人物とその女王が同一人物ではないかと疑い真相を確かめてほしいと書かれていた
ホリー、レオ、従者のヨブは、真相を確かめるためアフリカ東部へ旅立つ。

## 登場人物
- レオ・ヴィンシィ：ホリーの養子。義父のホリーからは語学の手ほどきを受けている。紀元前4世紀のギリシャ人カリクラテスの生まれ変わり。
- ホーレス・ホリー：ケンブリッジの大学の教授。語学に堪能で古典ギリシャ語、アラビア語、ラテン語を解する。
- アッシャ：アフリカの奥地でアマハッガー族の国を支配する女王。元はアラビア生まれのアラブ人。
- ヨブ：ホリーの召使。レオの世話係。
- ビラリ：アマハッガー族の長老
- アステーン：アマハッガー族の娘
- アメナルタス：エジプトの王女でカリクラテスの妻。壷の碑文の書き手。

## 翻案
1907年に府南隠士（渋江保）による『新クレオパトラ』 が、1912年に黒法師（渡辺霞亭）による『世界乃大秘密 美人探検』がそれぞれ出版された。
どちらもイギリスではなく日本に舞台が変更されホリーとレオも日本人の人名になっている。

## 邦訳
- 平林初之輔訳 改造社（世界大衆文學全集）
- 大久保康雄訳 東京創元社（創元推理文庫）

## 映像化
本作は少なくとも11回映画化されており、ジョルジュ・メリエス監督の1899年の短編映画『Danse du feu』が確認できる最初の映像化とされている。

### 原文
- She at Standard Ebooks
- She - プロジェクト・グーテンベルク
- She パブリックドメインオーディオブック - LibriVox

### 邦訳
- 平林初之輔訳 洞窟の女王 - 物語倶楽部のインターネットアーカイブ。
- 新クレオパトラ : 怪奇小説 正 - 国会図書館。
- 美人探検 : 世界の大秘密 - 国会図書館。